# 马拉翁
马拉翁，菲律賓華人译作马拉汶或吗拉汶（闽南语白話字：Ma-la-būn），是菲律宾马尼拉大都会的城市之一，位于马尼拉市北部，土地面积为19.714平方公里，1975年以前属于黎刹省的一部分。截至2010年，人口共353,337人，下辖21个镇，近80％的人信仰罗马天主教。